# Gogołów

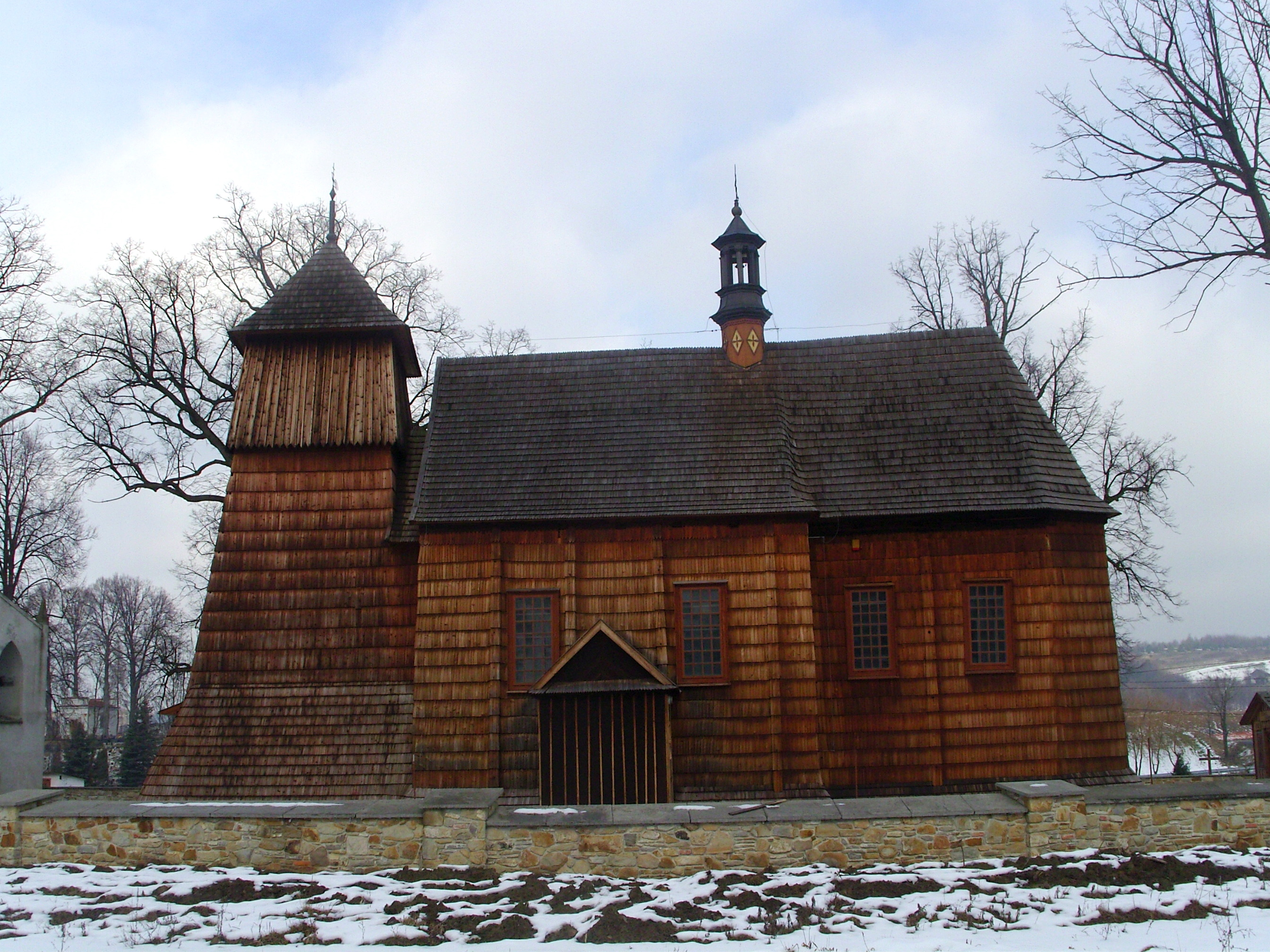
Biserica de lemn „Sf. Ecaterina”

Gogołów este un sat situat în Voievodatul Subcarpatia din Polonia.
Așezarea datează din secolul al XIV-lea. În anul 1846, satul a fost împărțit în două părți, ambele aparținând fraților Francisc și Frederick Pierzchașy Denker. Cel din urmă s-a alăturat în mod activ în pregătirea unei revolte naționale.
Monumentul cel mai valoros al satului este Biserica de lemn cu hramul „Sf. Ecaterina”, care a fost construită în anul 1672. Lăcașul se află la marginea satului, în apropiere de graniță cu Glinikiem Górnym. Aceasta este înconjurată de un zid de piatră construit în perioada 1873-1881. Pe dealul din jurul bisericii se află cimitirul. În partea stângă a capelei care a fost construită în anul 869, se găsește mormântul eroului național Ignatie Kruszewski, fost proprietar al satului și general în Armata belgiană.